# Yunnan
Yunnan, deutsch Jünnan (chinesisch 雲南 / 云南, Pinyin Yúnnánⓘ, Pe̍h-ōe-jī Hûn-lâm), ist eine Provinz im Südwesten der Volksrepublik China. Mit 394.100 Quadratkilometern ist sie etwa so groß wie Deutschland und die Niederlande zusammen. Traditionell zählt sie zu den ärmeren Provinzen der Volksrepublik China. Ihren Namen erhielt die Provinz aufgrund ihrer Lage südlich (南,  nán – „Süden“) des Yunling-Gebirges. Etwa ein Drittel der Bevölkerung gehört nationalen Minderheiten an, die in allgemeiner Harmonie miteinander leben.

## Geographie und Klima
Yunnan liegt im Südwesten Chinas und hat Außengrenzen zu Myanmar im Westen sowie Laos und Vietnam im Süden. Außerdem bestehen Provinzgrenzen zu Tibet und Sichuan im Norden sowie Guizhou und Guangxi im Osten. Die Topographie Yunnans ist zu über 90 Prozent von Berg- und Hügelland geprägt. Die durchschnittliche Höhe liegt bei etwa 2000 Metern über dem Meeresspiegel, wobei enorme Unterschiede bestehen. Der höchste Punkt, der Kagebu-Gipfel des Mainri Xueshan („Mainri-Schneeberg“) im Westen, erreicht 6740 Meter und die tiefste Senke liegt bei nur 76,4 Metern.

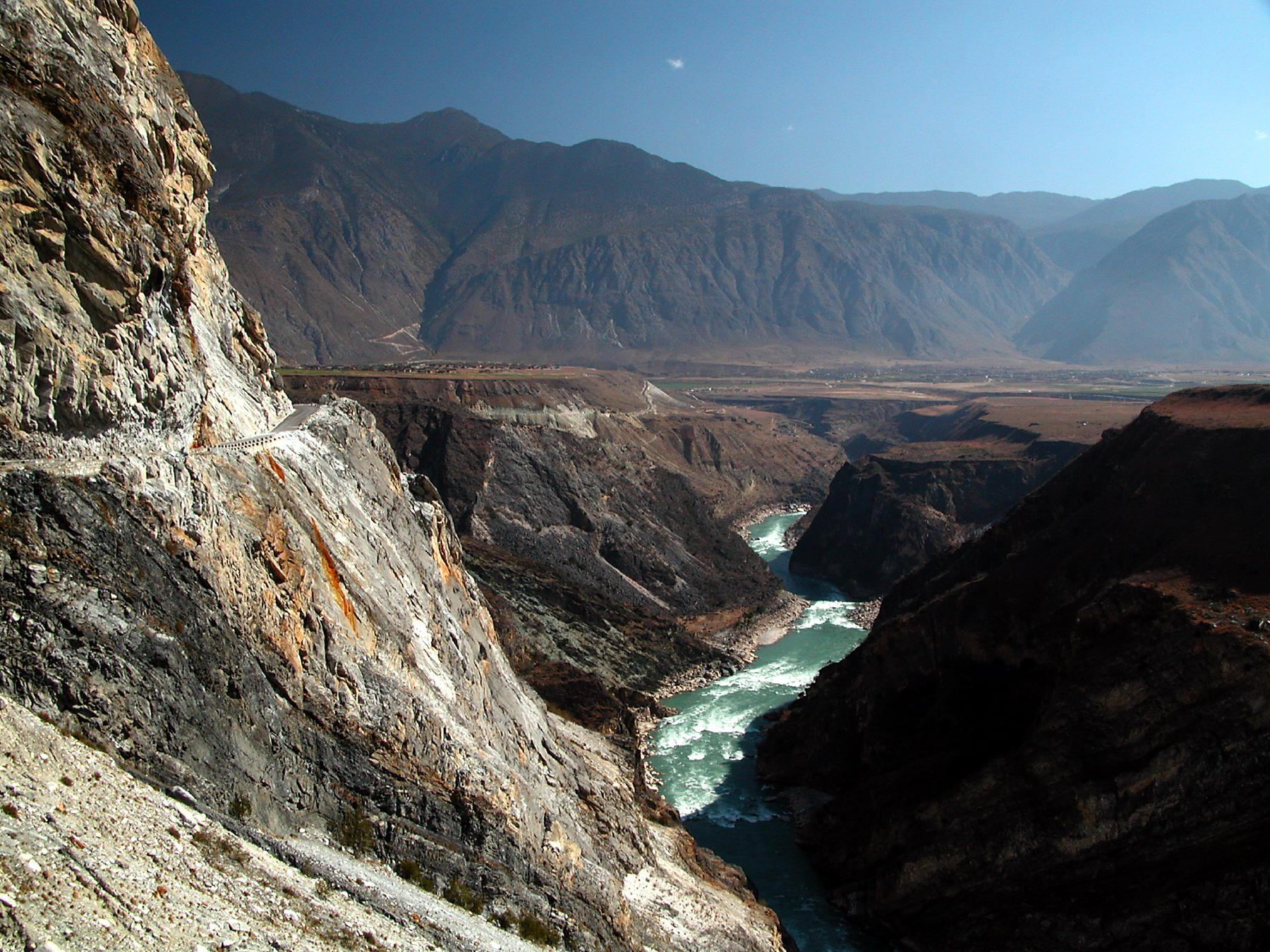
Jinshajiang (Jangtse) in West-Yunnan nahe der Tigersprung-Schlucht

Es lassen sich zwei Großlandschaften unterscheiden – West- und Ost-Yunnan –, die durch eine imaginäre Linie des Oberlaufs des Roten Flusses und des Flusses Lishejiang bis zur Stadt Jianchuan und dem autonomen Kreis Lijiang ungefähr voneinander abgegrenzt sind. Ost-Yunnan ähnelt von seiner Topographie her dem benachbarten Guizhou und wird oft mit diesem zusammen geographisch zu einem Plateau oder einer Hochebene zusammengefasst (Yunnan-Guizhou-Plateau). Hier finden sich Kalkstein- und Karstlandschaften, wie sie auch für Guizhou typisch sind. In Ost-Yunnan liegen die Provinzhauptstadt Kunming, der See Dian Chi und zahlreiche weitere Seen. In den Tälern Ost-Yunnans wird intensive Landwirtschaft betrieben. West-Yunnan ist durch hohe Gebirge geprägt: dem in Ost-West-Richtung verlaufenden Hengduanshan und den parallel zueinander in Nord-Süd-Richtung verlaufenden Gebirgszügen des Gaoligongshan, Nushan und Yunling. Etliche Gipfel hier erreichen eine Höhe von über 5000 Metern. In den tief eingeschnittenen Tälern verlaufen in Nord-Süd-Richtung die Flüsse Lacang Jiang (der Oberlauf des Mekong), Nu Jiang (der Oberlauf des Saluen) und Jinshajiang (der Oberlauf des Jangtsekiang). Letzterer durchfließt in seinem Verlauf mit hoher Strömungsgeschwindigkeit die 16 Kilometer lange, 3000 Meter tiefe, an der Talsohne nur 30 Meter breite Tigersprung-Schlucht. Diese „drei Parallelflüsse Yunnans“ wurden in das UNESCO-Weltnaturerbe aufgenommen. In Ost-Yunnan entspringt der Nanpanjiang, der Quellfluss des Perlflusses. Auch der in Richtung Vietnam fließende und in den Golf von Tonkin mündende Rote Fluss hat in Yunnan seinen Ursprung.
Die Region ist tektonisch aktiv. Häufig kommt es zu Erdbeben. In Yunnan gibt es viele heiße Quellen, von denen die in Tengchong die bekanntesten sind.
Das Klima Yunnans ist aufgrund der topographischen Variabilität regional sehr unterschiedlich. Obwohl die Provinz an der Grenze zu den Tropen liegt (der nördliche Wendekreis verläuft durch Yunnan) sind die Temperaturen aufgrund der Höhenlage gemäßigt. Die Januar-Durchschnittswerte liegen zwischen 0 und 16 °C und die Juli-Mittelwerte zwischen 16 und 26 °C. Der Jahresniederschlag variiert zwischen 750 und 1750 mm. Das Klima ist vom Monsun beeinflusst. Die auf etwa 1900 Metern Höhe gelegene Provinzhauptstadt Kunming wird in ganz China aufgrund ihres „ganzjährigen Frühlings“ gerühmt.

## Flora und Fauna
Yunnan zeichnet sich durch eine sehr große Biodiversität aus. In Yunnan leben die letzten 250 wilden Elefanten Chinas, die unter strengem Naturschutz stehen. Die Naturräume sind durch den Gegensatz von schneebedeckten Bergen mit Hochgebirgsvegetation bis hin zu Tälern mit subtropischer bis tropischer Vegetation geprägt.

## Geschichte
Auf dem Gebiet Yunnans wurden sehr alte Hominidenspuren entdeckt. Im Jahr 1965 entdeckte Fossilien des Yuanmou-Menschen, einer Unterart des Homo erectus, wurden auf ein Alter von mindestens 700.000 Jahren datiert. Verschiedene Höhlenfunde mit Überresten und Artefakten frühmoderner Menschen aus dem Paläolithikum wurden an verschiedenen Orten Yunnans gemacht.
Archäologische Ausgrabungen brachten in den 1950ern in Shizhaishan bedeutende Funde zu Tage, so dass heute insbesondere die Dian-Kultur an Gestalt gewinnt. Die Geschichte Dians beginnt chinesischen Quellen (Sima Qian) zufolge in der Zeit der Streitenden Reiche mit dem Chu-General Zhuang Qiao (莊跤 / 庄跤), der einen erfolgreichen Eroberungszug Richtung Guizhou und Yunnan führte. Auf dem Rückweg in seinen Heimatstaat Chu musste er realisieren, dass dieser inzwischen vom Qin-Reich überfallen worden war (277 v. Chr.). Daraufhin verblieb Zhuang Qiao im östlichen Yunnan und begründete dort als König Zhuang (庄王 / 莊王,  Zhuāng wáng) das Reich Dian. Von diesem Staat leitet sich die Abkürzung 滇,  Diān für Yunnan ab. Um 109 v. Chr. wurde Dian in einem Feldzug an das China der westlichen Han-Dynastie angeschlossen, und der besiegte König erhielt Titel, Siegel und militärische Hilfe gegen benachbarte Stämme. Yunnan wurde als Yizhou-Inspektionsgebiet organisiert.
Nach dem Ende der Han-Dynastie wechselten sich chinesische Agenten und diverse einheimische Anführer in der Herrschaft ab. Literarisch sind dabei die Taten des chinesischen Volkshelden Zhuge Liang (181–234, vertrat Shu Han) und seines Gegenspielers Menghuo, aber im Allgemeinen blieb die chinesische Herrschaft in diesem Raum indirekt und schwach. Weiterhin gab es in dieser Periode verschiedene Migrationsbewegungen, die sich vorwiegend nach Süden richteten, da dort mehr und freieres Land zur Verfügung stand.
Mit der Einigung Chinas unter den Sui und Tang verstärkte sich auch der Druck auf das heutige Yunnan. Der Hof wollte unter anderem den Handel nach Indien kontrollieren, sandte Truppen gegen die Bevölkerungsgruppe der Cuan und nahm die Unterwerfung der lokalen Kleinfürsten entgegen. 621 errichtete man eine Präfektur in Yunnan, aber die Herrschaft Chinas dauerte nur bis 750. In den 30er Jahren des 8. Jahrhunderts beseitigte nämlich der Lokalfürst Pilugoe bei einem Bankett seine Rivalen und gründete das Reich Nanzhao, einen Vielvölkerstaat. Dieser behauptete sich (mit Rückendeckung durch Tibet) um 750 militärisch gegen Tang-China und umfasste dann im 9. Jahrhundert zeitweise Teile von Birma, Thailand, Vietnam und sogar Sichuan. Im 10. Jahrhundert wurde er nach wiederholten Dynastiewechseln von Duan Siping (einem Angehörigen der Bai) als Königreich Dali neu gegründet.
Die Unabhängigkeit des Staates wurde 1253/54 durch die Mongolen unter Kublai Khan beendet, der die Hauptstadt Dali angeblich mit einem Minimum an Blutvergießen eroberte und den König als Vasallen wieder einsetzte. 1274 kam mit Sayyid Adschall Schams ad-Din Umar auch ein ziviler Gouverneur nach Yunnan, dessen Erscheinen nicht nur die endgültige Angliederung an China, sondern auch die Einführung des Islams markiert. 1276 wurde die Provinz Yunnan unter ihrem heutigen Namen offiziell eingerichtet.
Beim Sturz der Mongolenherrschaft Mitte des 14. Jahrhunderts blieb die Provinz Yunnan zunächst relativ ruhig und unbeachtet: erst 1382 rückten die Ming an und der lokale Mongolenprinz Basalawarmi nahm sich das Leben. Im Zuge der Stabilisierung ihres Regimes verpflanzten die Ming dann bereits Ende des 14. Jahrhunderts Millionen unliebsamer Personen aus der Region um Nanjing nach Yunnan, speziell nach Kunming. Durch die Praxis der Errichtung von Militärkolonien (tuntian) wuchs der chinesische Bevölkerungsanteil schnell an, breitete sich bevorzugt über die Täler und Senken aus und verdrängte die einheimische Bevölkerung in die Berge. Trotzdem blieb der Süden der Provinz noch relativ autonom (vgl. Sipsongpanna).

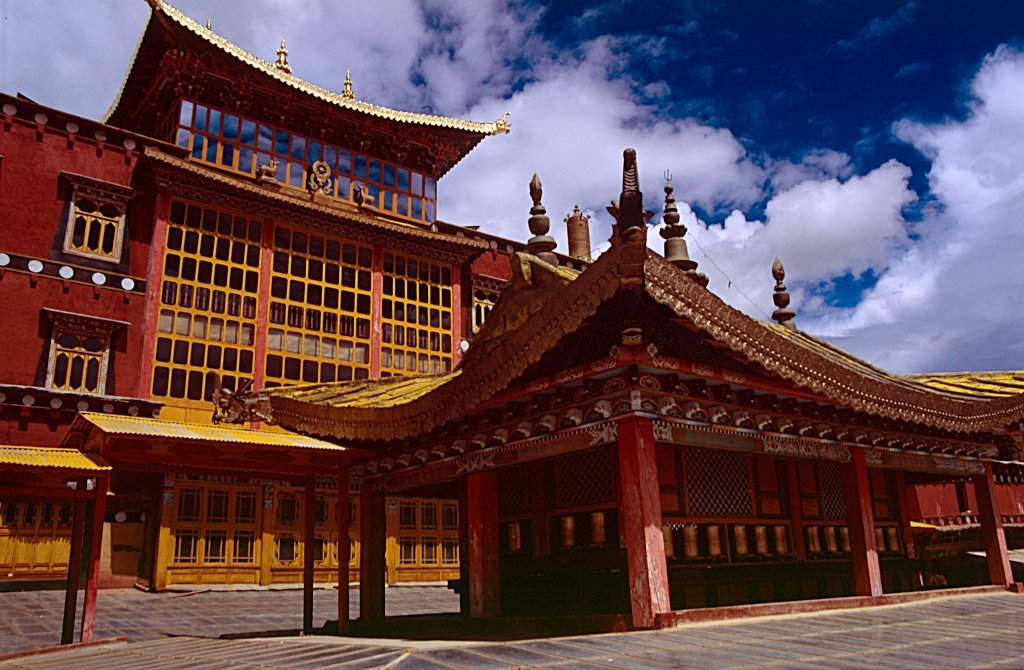
Kloster Ganden Sumtseling in Shangri-La (Zhongdian).

Nach dem Sturz der Südlichen Ming durch die Mandschu 1644 verselbständigte sich der erfolgreiche General Wu Sangui in Kunming und erschuf sich dort eine Art Königreich, welches erst 1681 wieder angegliedert wurde.
Im 19. Jahrhundert wurde das Kaiserreich China durch zahlreiche innere Unruhen erschüttert, so auch in Yunnan, wo schon 1818 und 1834–40 erste muslimische Aufstände ausbrachen. Zeitgleich zum Taiping-Aufstand kam es dann 1853 zu einem großen Aufstand der Moslems, der sogenannten Panthay-Rebellion. Unter den Aufständischen setzte sich ein gewisser Du Wenxiu durch, der als Sultan in Dali regierte und auch eine Gesandtschaft nach Großbritannien schickte. Aber die Aufständischen konnten Kunming nicht halten, und 1872 wurde Yunnan schließlich von den Kaiserlichen zurückerobert. Eine Million Menschen kamen während dieses Aufstands ums Leben. In den folgenden Jahrzehnten kam die Provinz nie mehr ganz zur Ruhe.
Im Jahre 1894 reiste George Ernest Morisson, ein australischer Korrespondent der Times, von Peking in das unter britischer Herrschaft stehende Birma durch Yunnan. Sein Buch beschreibt detailreich seine gewonnenen Eindrücke.
Nach dem Sturz des Kaiserreichs und des damit beginnenden Zusammenbruchs der Zentralgewalt beherrschten in der ersten Hälfte des 20. Jahrhunderts Warlords die Provinz. Um 1920 dominierte Tang Chiyao Yunnan, um 1926 kontrollierte er auch die Nachbarprovinz Guizhou. In Guizhou setzte sich nach 1935 zwar die Kuomintang-Nationalregierung durch, in Yunnan jedoch hielt sich trotz der für die Nationalisten strategisch bedeutenden Burmastraße bis 1945 der regionale General Lung Yun an der Macht.

## Verwaltungsgliederung
Yunnan setzt sich aus acht bezirksfreien Städten und acht autonomen Bezirken zusammen.
Im Jahr 2020 bestand auf Kreisebene die weitere Unterteilung in 17 Stadtbezirke, 17 kreisfreie Städte, 66 Kreise und 29 autonome Kreise. Auf Gemeindeebene bestanden 192 Straßenviertel, 678 Großgemeinden, 400 Gemeinden, 140 Nationalitätengemeinden.
| Region                      | Chin.                | Hanyu pinyin                      | Verwaltungs- sitz | Fläche (km²) | Einwohner (2020) |
| --------------------------- | -------------------- | --------------------------------- | ----------------- | ------------ | ---------------- |
| — Bezirksfreie Städte —     |                      |                                   |                   |              |                  |
| Kunming                     | 昆明市               | Kūnmíng Shì                       | Chenggong         | 21.001       | 8.460.088        |
| Qujing                      | 曲靖市               | Qǔjìng Shì                        | Qilin             | 28.939       | 5.765.775        |
| Yuxi                        | 玉溪市               | Yùxī Shì                          | Hongta            | 14.942       | 2.249.502        |
| Baoshan                     | 保山市               | Bǎoshān Shì                       | Longyang          | 19.065       | 2.431.211        |
| Zhaotong                    | 昭通市               | Zhāotōng Shì                      | Zhaoyang          | 22.440       | 5.092.611        |
| Lijiang                     | 丽江市               | Lìjiāng Shì                       | Gucheng           | 20.557       | 1.253.878        |
| Pu’er                       | 普洱市               | Pǔ'ěr Shì                         | Simao             | 44.265       | 2.404.954        |
| Lincang                     | 临沧市               | Líncāng Shì                       | Linxiang          | 23.621       | 2.257.991        |
| — Autonome Bezirke —        |                      |                                   |                   |              |                  |
| Dehong der Dai und Jingpo   | 德宏傣族景颇族自治州 | Déhóng Dǎizú Jǐngpōzú Zìzhìzhōu   | Mang              | 11.171       | 1.315.709        |
| Nujiang der Lisu            | 怒江傈僳族自治州     | Nùjiāng Lìsùzú Zìzhìzhōu          | Lushui            | 14.589       | 552.694          |
| Dêqên der Tibeter           | 迪庆藏族自治州       | Díqìng Zàngzú Zìzhìzhōu           | Shangri-La        | 23.186       | 387.511          |
| Dali der Bai                | 大理白族自治州       | Dàlǐ Báizú Zìzhìzhōu              | Dali              | 28.299       | 3.337.559        |
| Chuxiong der Yi             | 楚雄彝族自治州       | Chǔxióng Yízú Zìzhìzhōu           | Chuxiong          | 28.437       | 2.416.747        |
| Honghe der Hani und Yi      | 红河哈尼族彝族自治州 | Hónghé Hānízú Yízú Zìzhìzhōu      | Mengzi            | 32.168       | 4.478.422        |
| Wenshan der Zhuang und Miao | 文山壮族苗族自治州   | Wénshān Zhuàngzú Miáozú Zìzhìzhōu | Wenshan           | 31.409       | 3.503.218        |
| Xishuangbanna der Dai       | 西双版纳傣族自治州   | Xīshuāngbǎnnà Dǎizú Zìzhìzhōu     | Jinghong          | 19.107       | 1.301.407        |

## Größte Städte
Die Einwohnerzahlen sind auf dem Stand der Volkszählung 2020 und beziehen sich auf die eigentliche städtische Siedlung. 2014 lebten 41,7 % der Bevölkerung in Städten oder städtischen Räumen.
| Rang | Stadt    | Einwohner | Rang | Stadt    | Einwohner |
| ---- | -------- | --------- | ---- | -------- | --------- |
| 1    | Kunming  | 5.273.144 | 6    | Mengzi   | 430.355   |
| 2    | Qujing   | 976.161   | 7    | Yuxi     | 426.993   |
| 3    | Xuanwei  | 691.922   | 8    | Chuxiong | 426.823   |
| 4    | Zhaotong | 589.260   | 9    | Wenshan  | 424.760   |
| 5    | Dali     | 549.189   | 10   | Anning   | 399.779   |

## Bevölkerung

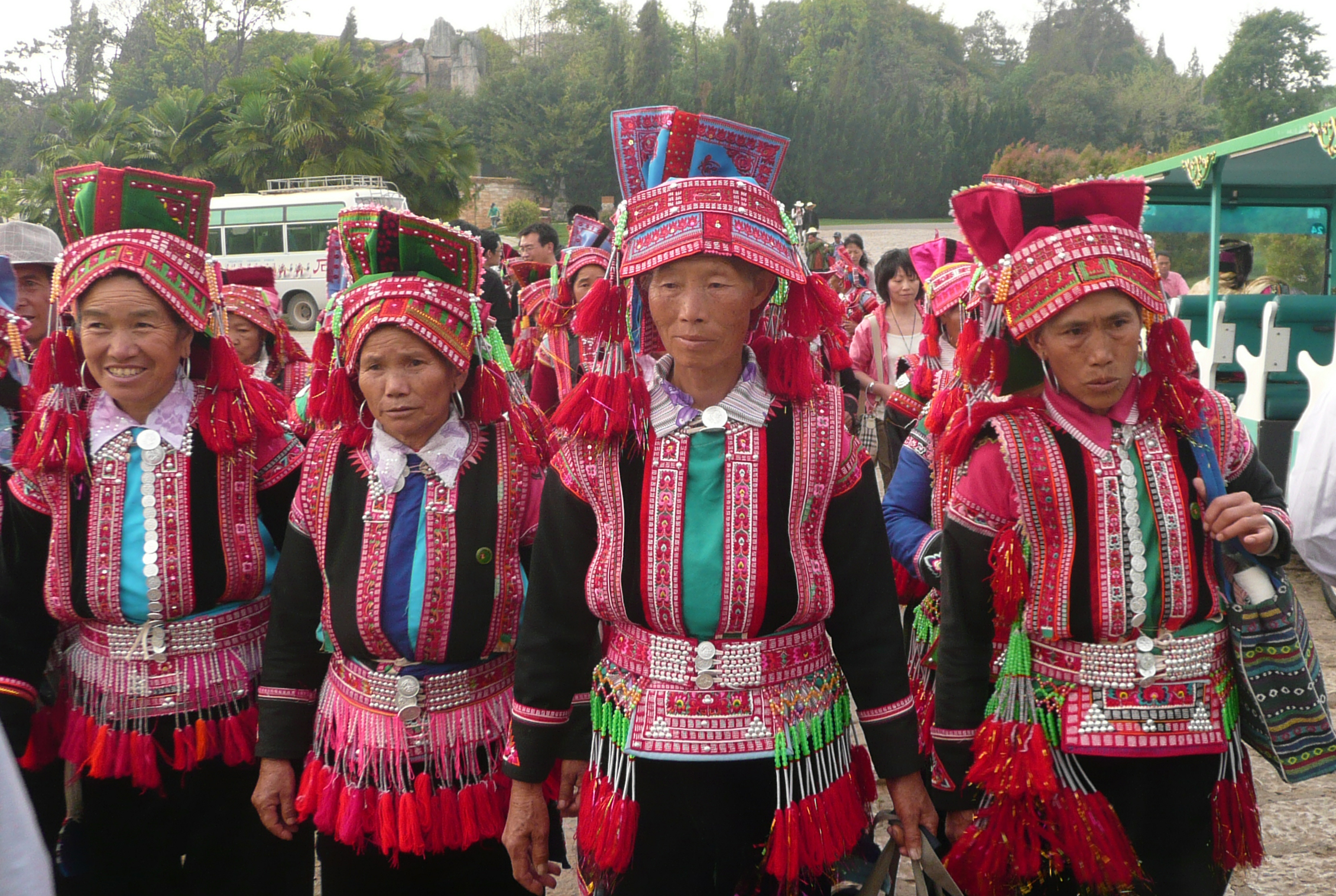
Yi-Gruppe in Tracht.

Yunnan ist die Provinz Chinas mit der größten ethnischen Vielfalt. Nach der Volkszählung 2020 gehörten 31.573.245 Einwohner (66,88 %) zu den Han-Chinesen und 15.636.032 (33,12 %) zu ethnischen Minderheiten.
Ethnien in Yunnan im Jahr 2010
Bei der Volkszählung 2010 wurden 45.966.766 Einwohner in Yunnan ermittelt. Diese verteilten sich auf die Ethnien wie folgt:
1. Han 30.617.580 (66,61 %)
2. Yi 5.041.210 (10,97 %)
3. Hani 1.629.508 (3,54 %)
4. Bai 1.564.901 (3,40 %)
5. Dai 1.222.836 (2,66 %)
6. Zhuang 1.215.260 (2,64 %)
7. Miao 1.202.705 (2,62 %)
8. Hui 698.265 (1,52 %)
9. Lisu 668.336 (1,45 %)
10. Lahu 475.011 (1,03 %)
11. Wa 400.814 (0,87 %)
12. Naxi 309.858 (0,67 %)
13. Yao 219.914 (0,48 %)
14. Jingpo 142.956 (0,31 %)
15. Tibeter 142.257 (0,31 %)
16. Blang 116.573 (0,25 %)
17. Bouyei 58.790 (0,13 %)
18. Primi 42.043 (0,09 %)
19. Achang 38.059 (0,08 %)
20. Nu 31.821 (0,07 %)
21. Jino 22.759 (0,05 %)
22. Mongolen 22.624 (0,05 %)
23. Deang 20.186 (0,04 %)
24. Mandschu 13.490 (0,03 %)
25. Shui 8834 (0,02 %)
26. Derung 6353 (0,01 %)
27. Tujia 5963 (0,01 %)
28. Tu 5632 (0,01 %)
29. Dong 4389 (0,01 %)
30. Gelao 3461 (0,01 %)
31. Li 3231 (0,01 %)

alle übrigen 7532 (0,02 %)
Noch bis zum Ende des 19. Jahrhunderts hatten Hui (Panthay) und andere muslimische Völker Chinas über 31 % der damaligen Bevölkerung (3,75 Mio. von 12 Mio. Einwohnern) ausgemacht (bei allerdings unsicheren Zahlenangaben). Heute sind es nur noch 1,5 %.
| Jahr        | 1954       | 1964       | 1982       | 1990       | 2000       | 2010       | 2020       |
| Einwohner   | 17.472.737 | 20.509.525 | 32.553.817 | 36.972.610 | 42.360.089 | 45.966.766 | 47.209.277 |
| Veränderung | –          | +17,4 %    | +58,7 %    | +13,6 %    | +14,6 %    | +8,5 %     | +2,7 %     |

2013 lag die durchschnittliche Lebenserwartung bei 69,5 Jahren und damit unter dem chinesischen Durchschnitt.

## Wirtschaft

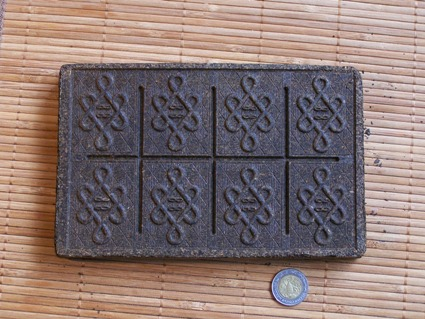
Ziegeltee

Im Jahr 2015 belegte die Wirtschaft Yunnans mit einem BIP in Höhe von 1,37 Billionen Yuan (220 Milliarden US-Dollar), Platz 23 unter den Provinzen Chinas. Das BIP pro Kopf betrug 31.265 Yuan (4.707 US-Dollar/ KKP: 9.002 US-Dollar) pro Jahr (Rang 30 unter den chinesischen Provinzen). Das Wohlstandsniveau in der Provinz lag damit ungefähr auf dem Niveau von Jamaika und betrug nur 58 % des chinesischen Durchschnitts.
Tee ist eines der bekanntesten produzierten Produkte. Der bekannte Pu-Erh-Tee erhielt seinen Namen nach der Stadt Pu’er. Schwarztees aus Yunnan gehen fast ausschließlich in den Export, erzielen aber auf den internationalen Märkten nicht so hohe Preise wie Tees aus der Nachbarprovinz Sichuan. Seit Ende des 19. Jahrhunderts wird auch Kaffee in Yunnan angebaut, die von Kaffee-Pflanzungen eingenommenen Anbauflächen erreichen fast 25.000 Hektar.
Yunnan plant bis 2016 die Errichtung eines 3 GW Solarparks. Der Auftrag wurde an Yingli Green Energy vergeben. Die Anlagen wurden im Jahr 2017 in Betrieb genommen.

## Tourismus
Touristische Zentren in Yunnan sind Dali, die Naxi-Stadt Lijiang, Shangri-La, Shilin und Jinghong in Xishuangbanna.
Die Altstadt von Lijiang (13. Jh.) ist ein UNESCO-Weltkulturerbe seit 1997.
Der Steinwald Shilin, 120 Kilometer südöstlich von Kunming, ist die größte Sehenswürdigkeit der Provinz. Die bizarre Karstlandschaft entstand durch tektonische Bewegungen und Erosion im Kalkgestein. Die Felsformationen, die bis zu 30 Meter hoch sind, ragen wie Türme in den Himmel.
Die von Frankreich gebaute Yunnan-Bahn ist einer der ältesten Eisenbahnen und gleichzeitig auch die längste Schmalspurbahn des Landes. Sie war bis 1970 die einzige Bahn, welche die Provinz Yunnan im Südwesten Chinas erschloss.

## Eponyme
Der am 29. Oktober 1978 entdeckte Asteroid (2230) Yunnan trägt seit 1981 den Namen der Provinz.

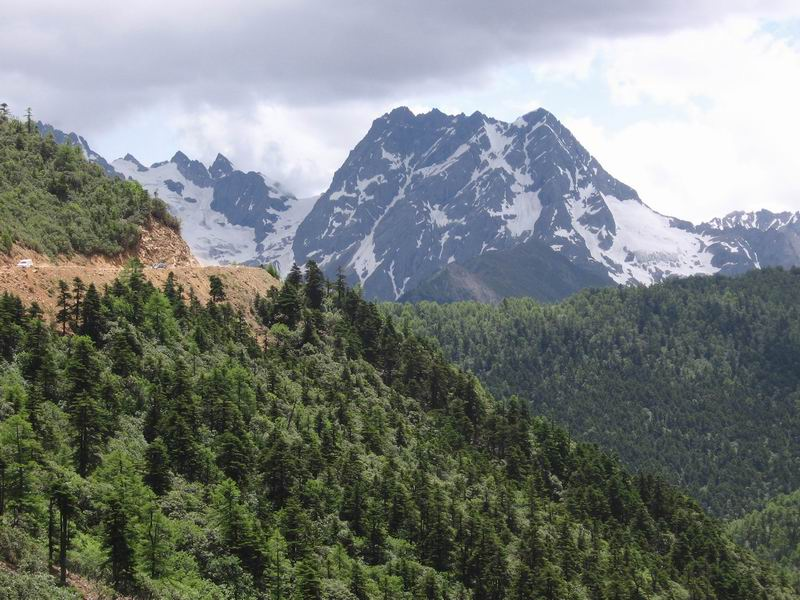
Berge in Dêqên (迪庆), an der Grenze zu Tibet
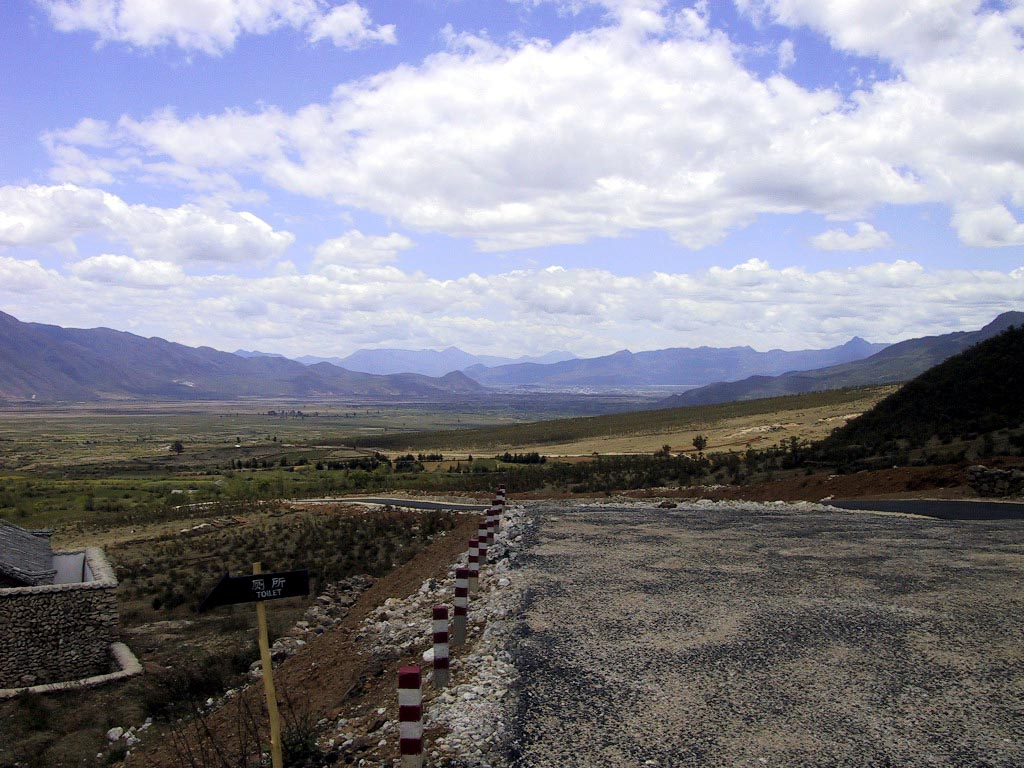
Landschaft in Yunnan
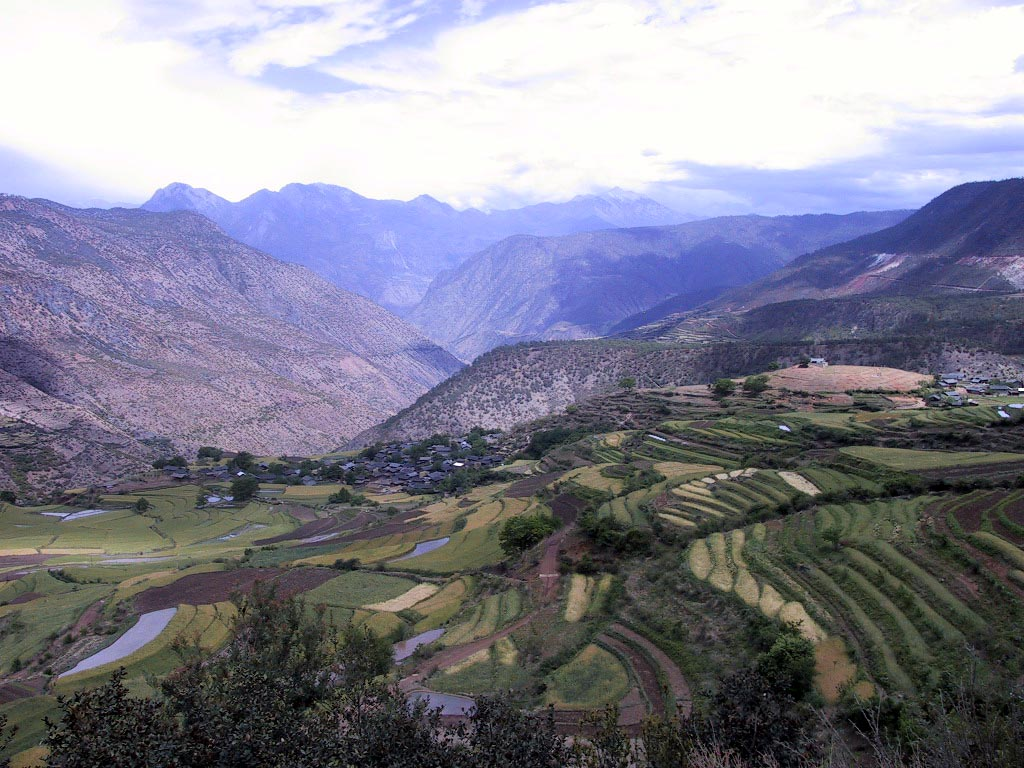
Landschaft in Yunnan
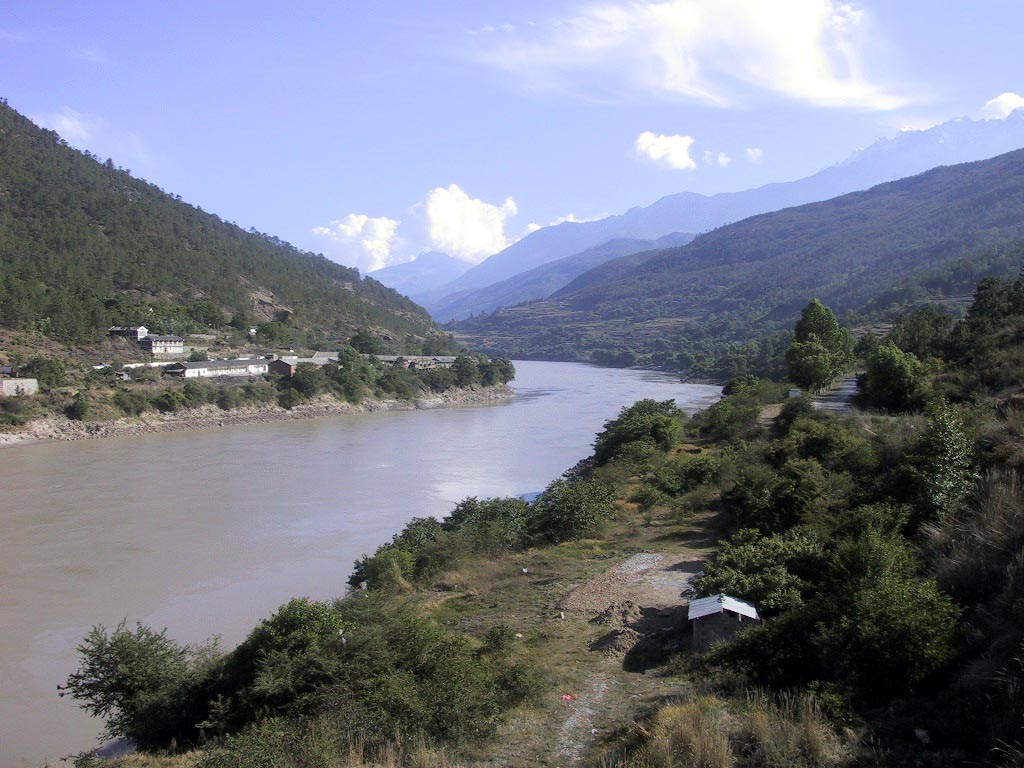
Yangtse-Tal in Yunnan
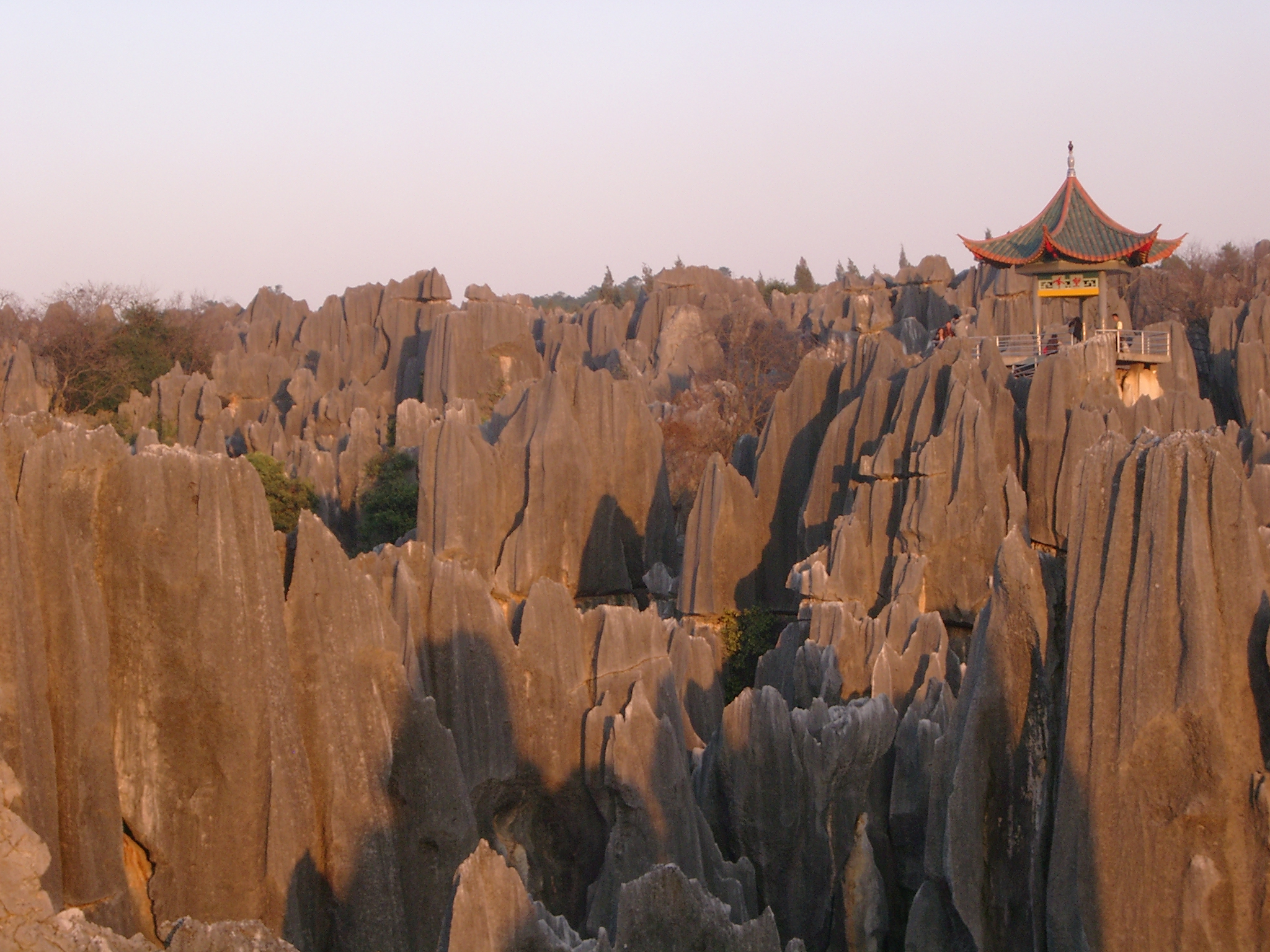
Der Steinwald bei Shilin
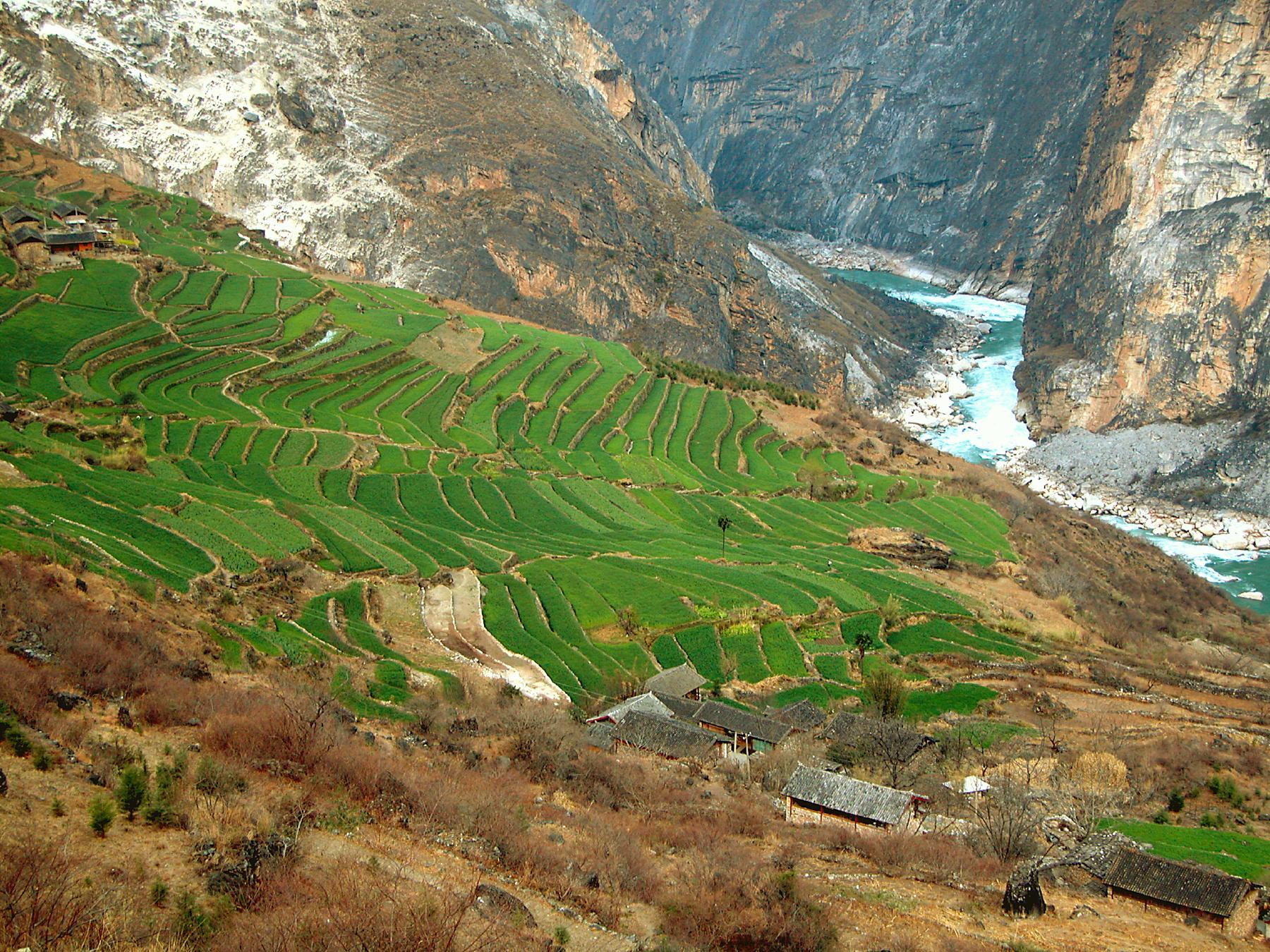
Terrassen an der Tigersprung-Schlucht, einer der tiefsten Schluchten der Welt
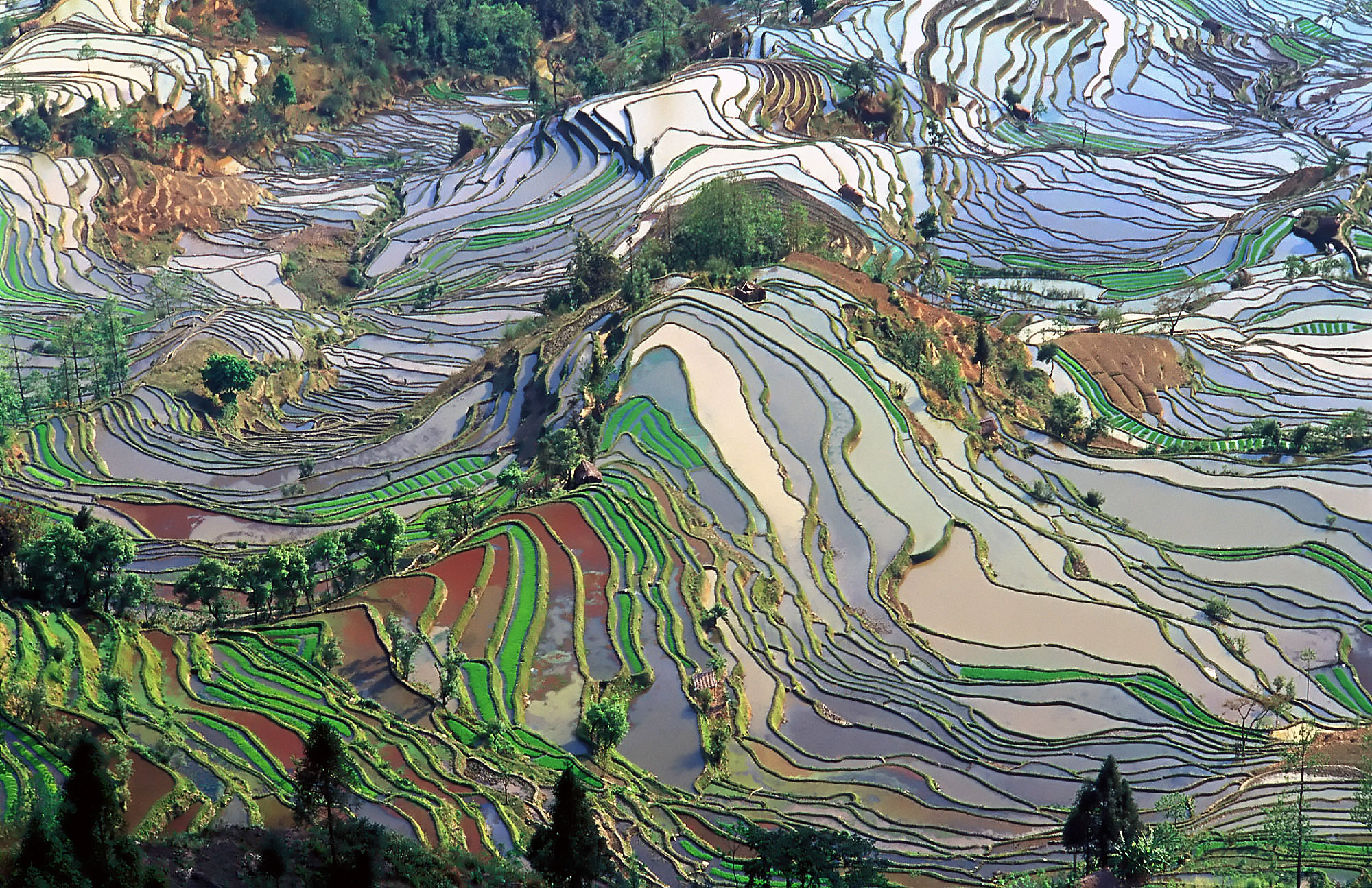
Für die Region typische Reisterrassen